# Raheleh Rahemipour
Raheleh Rahemipour (persisch راحله راحمی‌پور;* um 1953) ist eine iranische Menschenrechtsaktivistin aus Teheran, Iran. Bekannt wurde sie besonders durch Kampagnen, bei denen sie sich für die Aufklärung des Verschwindens ihrer Familienmitglieder einsetzte und durch friedlichen Aktivismus für andere Opfer von Massenhinrichtungen und Verschwindenlassen.
Seit einer Beschwerde bei der UN Working Group on Enforced Disappearance im Jahr 2016 bezüglich des Verschwindens ihrer Verwandten, wurde Rahemipour wegen der Verbreitung von Falschinformationen und Aktionen gegen die Regierung angeklagt, befragt, verhaftet und juristisch verfolgt. Internationale Organisationen und UN unabhängige Experten zeigen sich besorgt wegen neuerlicher Schikane gegen die Aktivistin und fordern deren Unterlassung.
Im Februar 2017 wurde Rahemipour verurteilt, Propaganda gegen das System zu verbreiten, was zu einer einjährigen Haftstrafe führte. Grund dafür waren ihre Medien-Präsenz, Interviews, ihre Teilnahme an der Versammlung Mothers of Laleh Park und das Unterzeichnen verschiedener Petitionen. Am 20. August 2017 wurde Raheleh sechs Stunden lang im Evin-Gefängnis befragt. Gegenstand der Befragung war ihre Teilnahme an einer friedlichen Demonstration, bei der sie ein Foto ihres verschwundenen Bruders getragen hatte, mit der Auftritt: „Ihr habt meinen Bruder getötet. Was habt ihr mit seiner Tochter gemacht?“ Am 10. September 2017 wurde sie daheim in Teheran aufgegriffen und ins Evin-Gefängnis gebracht.
Seit Mai 2018 steht Rahemipour wieder vor Gericht, für das Einreichen einer Beschwerde bei der UN bezüglich des Verschwindens ihres Bruders und dessen neugeborener Tochter. Das iranische Ministerium für Nachrichtenwesen bot Rahemipour an, die Anklage fallenzulassen, sollte sie sich bereiterklären, die Beschwerde bei den Vereinten Nationen zurückzuziehen.

## Das Verschwindenlassen ihres Bruders und ihrer Nichte
Hossein Rahemipour, Rahelehs Bruder, wurde im August 1983 für die Zugehörigkeit zur Oppositionspartei verhaftet. Er war Mitglied der verbotenen radikal-kommunistischen Partei Rah-e Kargar. Hosseins schwangere Frau wurde mit ihm in das Evin-Gefängnis in Teheran gebracht, wo deren Tochter Gilrou im April 1984 zur Welt kam. Der neugeborene Säugling wurde von den Eltern getrennt und bleibt seitdem verschwunden. Die iranischen Behörden weigern sich, einen Totenschein auszustellen oder weitere Informationen zu dem Tod und dem Begräbnis zu liefern. Hossein wurde im Oktober 1984 exekutiert. Sein Körper wurde der Familie bisher nicht zurückgegeben und auch ein Totenschein wurde nicht ausgestellt. Ein Jahr nach seinem Tod wurde Hosseins Familie aufgefordert, dessen persönliche Dinge abzuholen. Seine Frau und Mutter seines Kindes, die an einer Herzkrankheit leidet, wurde im Januar 1985 freigelassen.